# 拉伊蒙多·蒙泰库科利

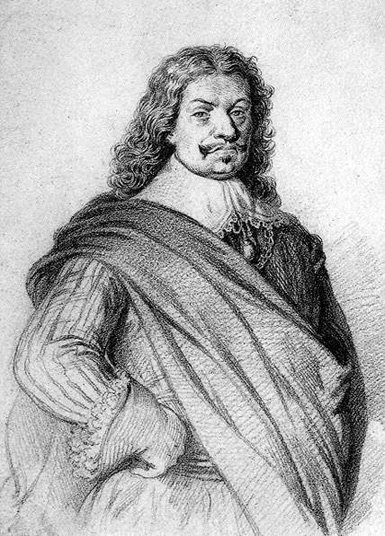
拉伊蒙多·蒙泰库科利伯爵

拉伊蒙多·蒙泰库科利伯爵（義大利語：Raimondo Montecuccoli，發音：[raiˈmondo monteˈkukkoli]；1608年2月21日—1680年10月16日），奥地利陆军元帅和軍事理論家。神圣罗马帝国亲王和那不勒斯梅尔菲公爵（Melfi）

## 早年的軍事生涯
他的家族原是勃艮第人，在10世纪定居在意大利北部。在16岁开始蒙泰库科利作为他的叔父恩斯特·蒙泰库科利（Ernest Montecucculi，一位杰出的奥地利将军，d. 1633）的私人士兵。四年后他成为一名步兵上尉。在1631年布賴滕費爾德（Breitenfeld,1631）和呂岑（Lutzen,1632）對瑞典國王古斯塔夫二世（Gustavus II）作戰有功。1639年被瑞軍俘虜，在拘禁期間研究戰爭藝術，並開始寫關於戰略戰術的著作。

## 主帥指揮
他在1661-1664年對土耳其的作戰中獲得勝利。当時土耳其的12萬大軍正攻向维也纳，蒙泰库科利元帅临危受命，率领一支东拼西凑，人数处于劣势的基督教联军，成功的挡住了土耳其大軍，当土耳其軍的锐气被消磨之后，他又大胆的组织了几次进攻，成功戰勝土耳其軍。打了胜仗的皇帝利奧波德一世，与土耳其蘇丹签订了二十年的休战协定。
1672-1678年的法荷戰爭時，他被擢升為神聖羅馬帝國的全軍主帥，統領反法的德意志聯軍反攻法國。1675年他以較多的兵力，與法軍元帥蒂雷納子爵亨利·德·拉圖爾多韋涅相持卻數次被其擊敗，但蒂雷納被流彈射死後，他很快就打敗法軍、攻下大部分的亞爾薩斯；之後在同年，他與法國元帥大孔代正面交鋒，但無法攻下戰略目標，被迫撤軍，把亞爾薩斯再次讓給法國。

## 退休與死亡
約在法荷戰爭結束前的1676年，他向皇帝利奧波德一世請求退休。在谢绝了皇帝的再三挽留之後，他归隐到維也納乡间，撰寫許多軍事行政與科學研究的書籍。1679年他被利奧波德一世授予帝王親王的名位，不久也被西班牙國王給予梅尔菲公爵（Melfi）的身分。1680年10月他在一場事故中過世。

## 評價
他是那个时代极少数在书本中研究军事理论的将军（所谓军人中的文化人），靈巧地活用大規模調遣部隊的理論，以此獲得勝利。作為無與倫比的戰爭高手，他擅長圍攻、強行軍與切斷敵人的部隊聯繫。